# نیوستد، اسکاتیش بوردرز
نیوستد (به انگلیسی: Newstead) یک روستا در بریتانیا است که در اسکاتیش بوردرز واقع شده‌است. نیوستد ۲۵۶ نفر جمعیت دارد.